# Ardisia procera
Ardisia procera är en viveväxtart som beskrevs av René Paul Raymond Capuron. Ardisia procera ingår i släktet Ardisia och familjen viveväxter. Inga underarter finns listade i Catalogue of Life.